# 延斯多夫
延斯多夫（德語：Jahnsdorf）是德国萨克森州的市镇，隶属于厄尔士山县。总面积为26.22平方千米，截至2023年12月31日总人口为5,368人。